# Eugène Antoniadi
Eugène Michel Antoniadi (grekiska: Ευγένιος Μιχαήλ Αντωνιάδης), född 1 mars 1870 i Konstantinopel, död 10 mars 1944, var en fransk astronom av grekisk börd.

## Biografi
Antoniadi var 1892-1903 anställd som astronom vid observatoriet i Juvisy, från 1909 vid observatoriet i Meudon. Bland hans arbeten märks monografier över planeterna Mars (1930) och Merkurius (1934).
Antoniadi blev en högt ansedd observatör av planeten Mars och stödde först idéerna om Marskanalerna, men efter att ha gjort observationer med 83-centimeter teleskopet vid Meudon Observatory under Marsoppositionen 1909 kom han fram till att kanalerna var en optisk synvilla. Han observerade också Venus och Merkurius där han gjorde de första försöken att göra en karta över Merkurius, men hans kartor var felaktiga på grund av hans felaktiga antagande att Merkurius’ rotation var synkroniserad med solen. Den första standardnomenklaturen för Martian Albedo-funktionerna introducerades av Internationella Astronomiska Unionen (IAU) när de antog 128 namn från Antoniadis karta av 1929, La Planète Mars.

## Hedersbetygelser
År 1925 fick Antoniadi Prix Jules Janssen, den högsta utmärkelsen av Société astronomique de France, det franska astronomiska sällskapet.
Nedslagskratern Antoniadi på månen och nedslagskratern Antoniadi på planeten Mars har fått namn till hans ära, liksom Antoniadi Dorsum på planeten Merkurius. Han är också känd för att ha skapa Antoniadiskalan, vilket vanligtvis används av amatörastronomer.
Han var också en stark schackspelare. Hans bästa resultat var oavgjort resultat mot Frank Marshall i en turnering i Paris 1907. 